# Патагонія

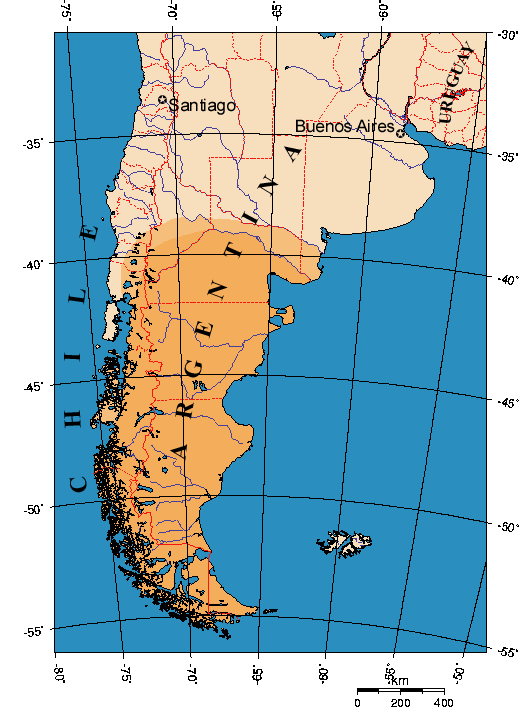
Патагонія

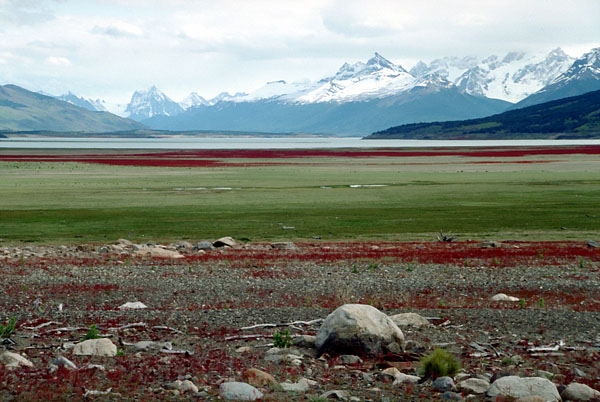
Пейзаж Патагонії

Патаго́нія — частина Південної Америки, розташована на південь від річок Ріо-Колорадо в Аргентині і Біобіо в Чилі, хоча цілковито точного визначення не існує. Іноді до Патагонії відносять і Вогняну землю.

## Загальна характеристика
Патагонія заселена дуже рідко, середня густота населення становить приблизно 2 жителі на км². Природний профіль Патагонії — степові рівнини, так звані пампаси. Чилійська частина Патагонії характеризується вологим, прохолодним кліматом. Аргентинська частина досить посушлива, тому що більшість опадів, що йдуть із заходу, затримуються Андами. Характерні постійні сильні вітри. Представниками патагонської фауни є гуанако, нанду і кондори. Численні озера Патагонії — батьківщина фламінго та інших водних птахів.
Туризм став у Патагонії головним джерелом доходів, принаймні в Чилійській частині. До значимих туристичних об'єктів відносяться чилійський національний парк Торрес-дель-Пайне, а також національний парк Лос-Гласьярес в аргентинській частині. Останній був занесений у список природної спадщини ЮНЕСКО в 1981 році і найчастіше привертає увагу видовищними розколами льодовика Періто-Морено. У 2003 році національний парк Торрес-дель-Пайне відвідали понад 80 тисяч осіб.
Пік відвідуваності припадає на листопад — лютий, коли у південній півкулі літо. В «Лос-Гласіаресі» ще більше відвідувачів, хоча багато з них місцеві.
Інше важливе джерело доходів в аргентинській частині — розведення овець. У період між 1930 і 1970 роком продаж вовни був високодохідною справою, коли ціна на вовну впала і багато місцевих селян (гаучо) змушені були залишити свої ферми. Пізніше багато багатих підприємців скупили й оновили ферми, а ціна на вовну знову піднялася.

## Походження назви
Назву Патагонія (лат. terra patagonia) цій місцевості дав Фернан Магеллан, який на службі іспанської корони побував тут 1520 року і мав контакти з місцевими племенами теуельче, яких називав патагонами. Згідно з гіпотезою Марії Роси Ліди де Малкіель слово «патагон» походить з лицарського роману «Прімалеон», виданого 1512 року, у якому йдеться про полювання на велетня-варвара Патагона.

## Чисельність населення і площа
| Країна/регіон | Площа            | Населення  | Щільність   |
| ------------- | ---------------- | ---------- | ----------- |
| Аргентина     | 2 780 400 20 км2 | 40 091 359 | 14,4 на км2 |
| Чилі          | 743 812 20 км2   | 16 601 707 | 22,3 на км2 |
| Патагонія     | 1 043 076 20 км2 | 1 999 540  | 1,9 на км2  |

### Міста
| Місто                  | Населення                            | Регіон                                       | Країна    |
| ---------------------- | ------------------------------------ | -------------------------------------------- | --------- |
| Неукен                 | 345 097 (Неукен-Плотт'єр-Чиполлетті) | Неукен                                       | Аргентина |
| Комодоро-Рівадавія     | 173 300                              | Чубут                                        | Аргентина |
| Пунта-Аренас           | 116 005                              | XII Регіон Магальянес і Чилійська Антарктика | Чилі      |
| Сан-Карлос-де-Барілоче | 108 250                              | Ріо-Негро                                    | Аргентина |
| Ріо-Гальєгос           | 97 742                               | Санта-Крус                                   | Аргентина |
| Чиполлетті             | 79 097                               | Ріо-Негро                                    | Аргентина |
| Ушуая                  | 56 956                               | Вогняна Земля                                | Аргентина |
| В'єдма                 | 52 704                               | Ріо-Негро                                    | Аргентина |

## Галерея

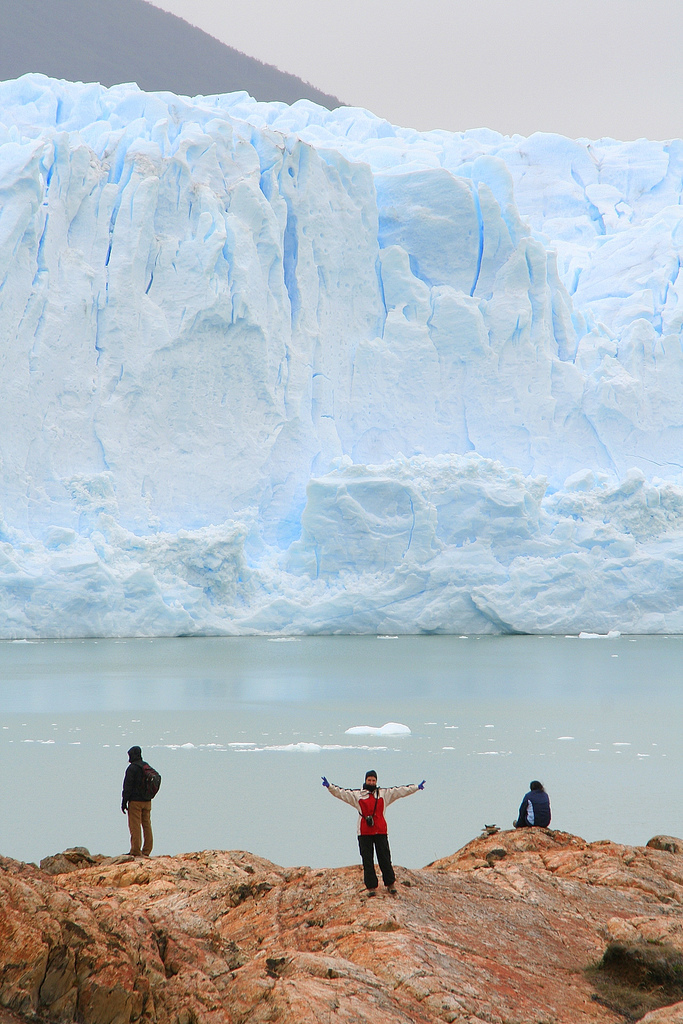
Періто-Морено (льодовик)
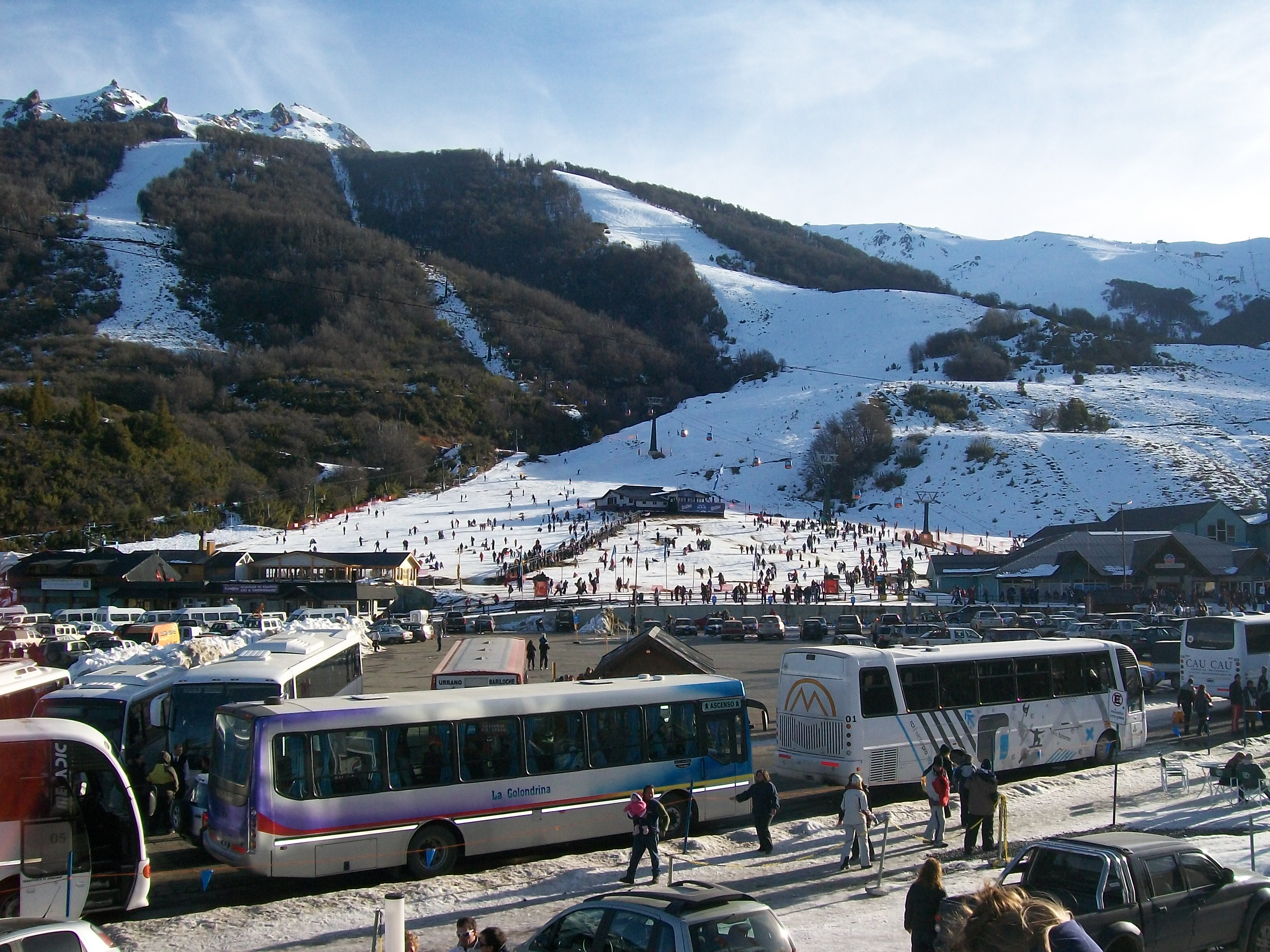
Сан-Карлос-де-Барілоче
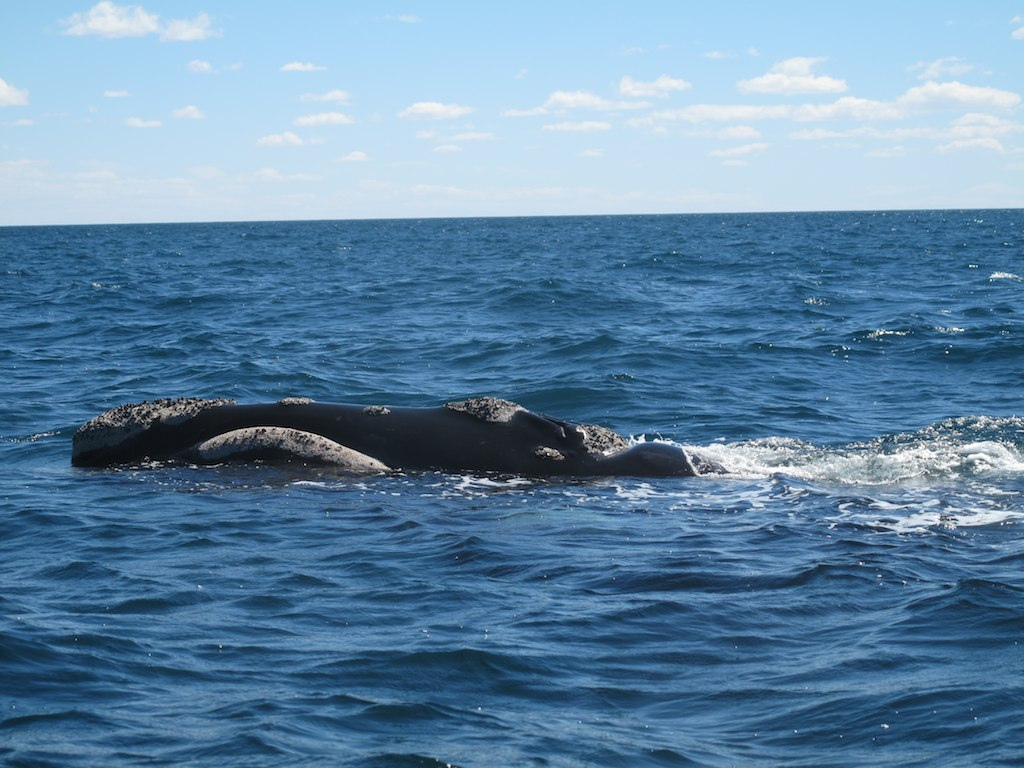
Вальдес (півострів)
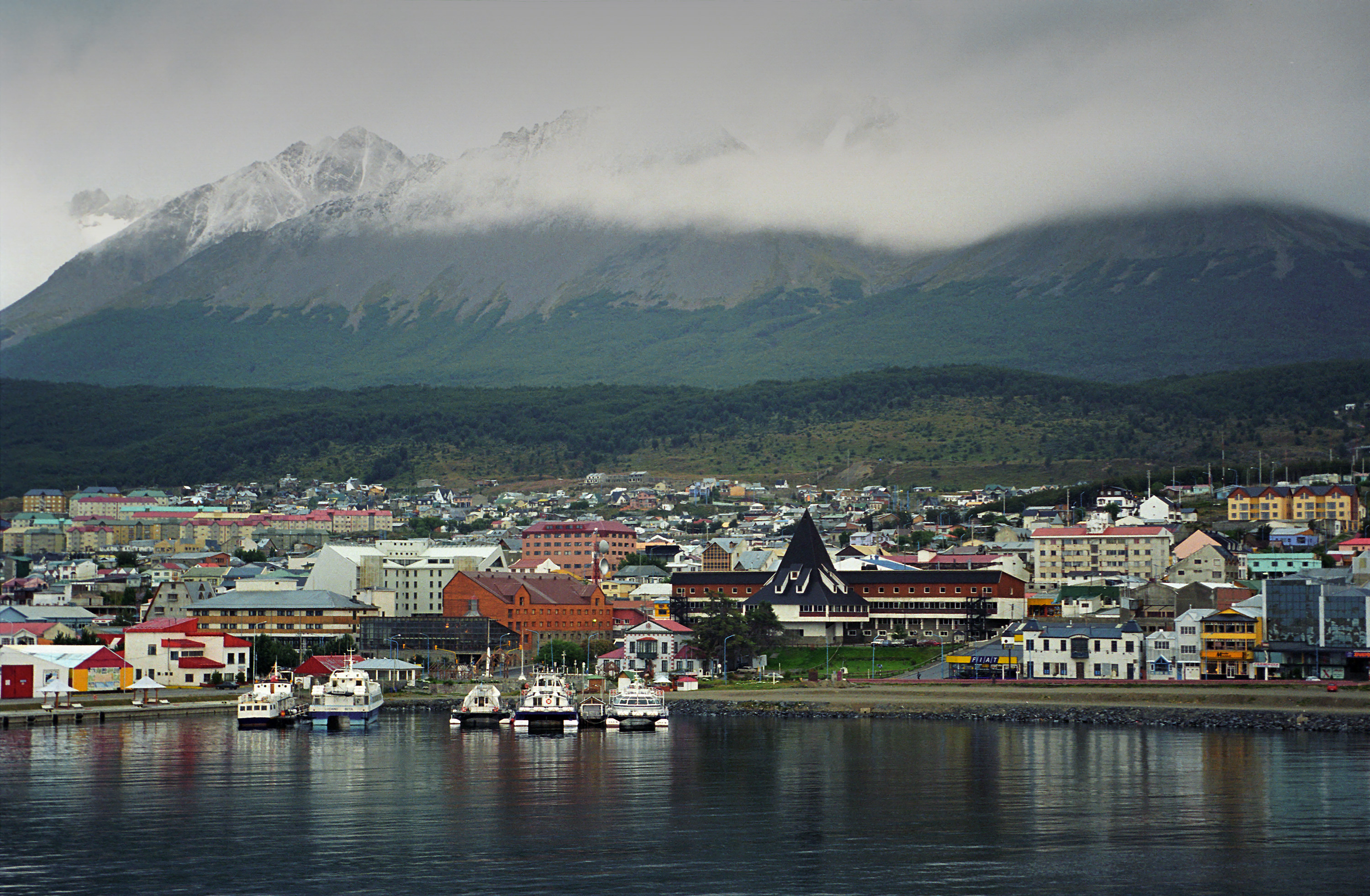
Ушуая